# Самореализация
Самореализацията в йерархията на потребностите на Ейбрахам Маслоу е висше желание на човека да реализира своите таланти и способности. Стремеж на човека да прояви себе си в обществото, показвайки своите положителни страни.
В дзенбудизма самореализацията е висшата точка на съществуването, която е второто название на просветлението.